# Łotewski Troicki Batalion Strzelecki
Łotewski Troicki Batalion Strzelecki (ros. Латышский Троицкий батальон) – jednostka wojskowa złożona z Łotyszy podczas wojny domowej w Rosji.
Rozkazem ministra wojny Komucza gen. Gałkina z 1 października 1918 r. w Troicku został sformowany 1 samodzielny batalion strzelecki złożony z Łotyszy. Byli to zarówno byli żołnierze z czerwonych pułków strzelców łotewskich, jak też koloniści łotewscy z Syberii i uchodźcy. Liczebność jednostki osiągnęła ok. 1 tys. żołnierzy. Dowódcą został płk Jānis Kurelis. Weszła ona w skład Armii Zachodniej. Admirał Aleksandr Kołczak i inni biali dowódcy nie dowierzali jednak Łotyszom. W związku z tym, nawiązali oni kontakt z dowództwem Korpusu Czechosłowackiego, a za jego pośrednictwem z wojskowymi przedstawicielstwami Francji i Wielkiej Brytanii na Syberii. Dzięki uzyskanym od nich środkom finansowym zdołano uzbroić i umundurować batalion. Pieniądze miały później zwrócić władze niepodległej Łotwy.
W lutym 1919 r. batalion został formalnie włączony do 21 Jaickiej Dywizji Strzeleckiej dowodzonej przez Łotysza gen. Kārlisa Goppersa. Zaproponował on dowódcy batalionu podporządkować się pod względem militarnym francuskiej misji wojskowej pod przewodnictwem gen. Maurice’a Janina. W tej sytuacji dowództwo batalionu starało się nie brać udziału w większych walkach wojsk adm. Kołczaka z bolszewikami, gdyż zamierzało w jak najliczniejszym stanie powrócić na Łotwę. Jednakże od kwietnia 1919 r. część batalionu uczestniczyła w zwalczaniu bolszewickiej partyzantki w rejonie Troicka. Pewna liczba łotewskich żołnierzy przeszła wówczas na stronę bolszewików. W czerwcu 1919 r. Łotysze przeszli pod zwierzchnictwo Francuzów. Odtąd zostali wycofani z rejonu walk, pełniąc jedynie służbę garnizonową w Troicku. Od lipca 1919 r., podczas odwrotu białych wojsk z Syberii, batalion poprzez Omsk, Tomsk, Czytę i Harbin w Mandżurii przeszedł wiosną 1920 r. do Władywostoku. Tam stacjonował wraz z Łotewskim Imantskim Pułkiem Strzeleckim, pełniąc służbę wartowniczą i ochronną. Wiosną 1920 r. Łotysze na okrętach alianckich zostali przetransportowani do łotewskiego portu Lipawa, gdzie przybyli 3 października 1920 r., zaś stamtąd trafili do Rygi. Po rozformowaniu batalionu weszli w skład armii łotewskiej.